# Банджармасін
Банджармасін (індонез. Banjarmasin) — найбільше місто і адміністративний центр індонезійської провінції Південний Калімантан. Населення — 625 395 осіб (2010).

## Географія
Розташований у західній частині провінції, на острові в дельті річки Барито близько впадання в неї притоки Мартапура.

### Клімат
Місто знаходиться у зоні, котра характеризується вологим тропічним кліматом. Найтепліший місяць — квітень із середньою температурою 28.3 °C (83 °F). Найхолодніший місяць — січень, із середньою температурою 27.2 °С (81 °F).
| Клімат Банджармасіна    | Клімат Банджармасіна | Клімат Банджармасіна | Клімат Банджармасіна | Клімат Банджармасіна | Клімат Банджармасіна | Клімат Банджармасіна | Клімат Банджармасіна | Клімат Банджармасіна | Клімат Банджармасіна | Клімат Банджармасіна | Клімат Банджармасіна | Клімат Банджармасіна | Клімат Банджармасіна |
| Показник                | Січ.                 | Лют.                 | Бер.                 | Квіт.                | Трав.                | Черв.                | Лип.                 | Серп.                | Вер.                 | Жовт.                | Лист.                | Груд.                | Рік                  |
| Абсолютний максимум, °C | 37                   | 42                   | 40                   | 37                   | 37                   | 37                   | 36                   | 37                   | 37                   | 37                   | 37                   | 40                   | 42                   |
| Середній максимум, °C   | 29                   | 29                   | 30                   | 30                   | 31                   | 30                   | 30                   | 31                   | 31                   | 31                   | 30                   | 29                   | 30                   |
| Середня температура, °C | 27                   | 27                   | 27                   | 28                   | 28                   | 27                   | 27                   | 27                   | 27                   | 28                   | 27                   | 27                   | 27                   |
| Середній мінімум, °C    | 25                   | 25                   | 24                   | 25                   | 25                   | 25                   | 23                   | 23                   | 23                   | 25                   | 25                   | 24                   | 24                   |
| Абсолютний мінімум, °C  | 22                   | 21                   | 21                   | 22                   | 22                   | 20                   | 17                   | 18                   | 18                   | 21                   | 20                   | 21                   | 17                   |
| Норма опадів, мм        | 350                  | 300                  | 310                  | 210                  | 200                  | 120                  | 120                  | 110                  | 130                  | 120                  | 230                  | 290                  | 2570                 |
| ----------------------- | -------------------- | -------------------- | -------------------- | -------------------- | -------------------- | -------------------- | -------------------- | -------------------- | -------------------- | -------------------- | -------------------- | -------------------- | -------------------- |
| Джерело: Weatherbase    |                      |                      |                      |                      |                      |                      |                      |                      |                      |                      |                      |                      |                      |